# Torneios Interzonais
Torneios Interzonais são competições organizadas pela FIDE como um estágio para a disputa do Campeonato Mundial de Xadrez.  Basicamente, o plano era de que o ciclo do campeonato durasse pelo menos três anos.  No primeiro ano, cada nação membro da FIDE indicaria um campeão nacional.  Os melhores enxadristas se qualificariam para um Torneio Zonal. Países grande como a Rússia e os EUA teriam suas próprias zonas. Países menores seriam agrupados em zonas com vários países.  Por exemplo a América do Sul e a América Central foram combinadas em apenas uma zona.  Originalmente, não havia zonas na África e na Ásia por não haver países membro da FIDE nestes continentes.
Os melhores jogadores de cada Torneio Zonal se juntariam e disputariam o Torneio Interzonal.  normalmente, o torneio tem 24 enxadristas.  Os melhores colocados se qualificariam ao Torneio de Candidatos.  Eles se juntariam ao perdedor do último Torneio dos Candidatos  ao perdedor da Final do Campeonato Mundial.  O vencedor do Torneio dos Candidatos disputaria uma série de 24 partidas pelo título mundial no ano seguinte.
Por exemplo, em 1957 o Campeonato Estadunidense serviu como um Torneio Zonal onde os três melhores enxadristas (Bobby Fischer, Samuel Reshevsky, e James Sherwin) se qualificaram para o Torneio Interzonal que aconteceu em 1958 em Portorož. Os seis melhores em Portorož (Mikhail Tal, Svetozar Gligorić, Tigran Petrosian, Pál Benkő, Friðrik Ólafsson e Bobby Fischer) se qualificaram para o Torneio dos Candidatos. Eles se juntaram a Vasily Smyslov e Paul Keres que haviam sido os dois melhores do Torneio dos Candidatos de 1956. O torneio foi disputado numa série de quatro partidas com todos se enfrentando.  O vencedor foi Mikhail Tal, que então disputou a série de 24 partidas pelo título mundial contra Mikhail Botvinnik em 1960. 
Assim, os Torneios Interzonais aconteceram trienalmente de 1948 até 1993. Entretanto, em 1972, o sistema de disputa precisou ser modificado. Havia muitos jogadores de alto nível por zona e o custo para organizar o torneio era muito alto. Também havia outros países se filiando a FIDE, principalmente na Ásia. China, Índia, Indonésia e as Filipinas começaram a produzir Grandes Mestres onde nunca houvera antes. Até mesmo a África demandava duas zonas. Então em 1973 o sistema foi modificado para dois torneios interzonais onde os três melhores colocados se qualificariam ao torneio de candidatos. Em 1982 o sistema de disputa mudou novamente para três Torneios Interzonais. Aumentos posteriores levaram aos Torneios Interzonais a serem disputados no Sistema Suíço em 1990 e 1993.
O último Torneio Interzonal da FIDE foi Biel em 1993, vencido por Boris Gelfand. A Professional Chess Association também organizou um torneio interzonal em 1993.